# Los Payos
Los Payos – hiszpański zespół popowy aktywny w latach 1968–1976.
Został założony przez trzech przyjaciół z Sewilli :
- Eduardo Rodrígueza Rodwaya (ur. 1945)
- Luisa Morenoa Salguero (ur. 1945)
- José Moreno Hurtado (ur. 1944)

Pod koniec lat 60. XX wieku wszedł na hiszpański rynek muzyczny wykonując rumbę. Już w 1968 r., wychodzą ich dwa pierwsze single Como un adiós i Adiós, Angelina. Do zespołu dochodzi również Rafa León, który po roku opuszcza skład. 
Sukces zespół osiąga w 1969 r., za sprawą piosenki Maria Isabel, która zostaje piosenką lata, a zarazem jednym z największych przebojów dekady. W 1971 r., ukazuje się ich jedyny album Lo mejor de Los Payos. 
W 1976 r., zespół rozwiązuje się. Rodway przechodzi do zespołu Triana, a Hurtado zostaje komikiem. 

## Single
- Como un adiós (1968)
- Adiós, Angelina (1968)
- María isabel (1969)
- Pequeña Anita (1969)
- Señor doctor (1970)
- Un tipo raro (1970)
- La paz, el cielo y las estrellas (1971)
- Vuelve junto a mí (1972)